# Creagdhubhia mallochorum
Creagdhubhia mallochorum är en tvåvingeart som beskrevs av Chandler 1999. Creagdhubhia mallochorum ingår i släktet Creagdhubhia och familjen svampmyggor. Inga underarter finns listade i Catalogue of Life.